# Mordellistena crux
Mordellistena crux es una especie de coleóptero de la familia Mordellidae.

## Distribución geográfica
Habita en México y Panamá.